# Buick Electra
Buick Electra (Бьюик Электра) — полноразмерный представительский автомобиль, выпускавшийся компанией Buick с 1959 по 1990 годы. Харлоу Кэртис, руководивший отделением Buick, и позже возглавивший General Motors, назвал автомобиль в честь скульптора Электры Ваггонер-Биггс.
За свою более чем 30-летнюю историю выпуска, Электра была доступна с различными вариантами кузова, включая купе, кабриолет, седан и универсал. На смену Электре в 1991 году пришёл автомобиль Buick Park Avenue.

## 1959—1960
В 1958 году, Roadmaster и Limited составляли полноразмерный представительский класс среди автомобилей Бьюик. В 1959 году они были переименованы в Electra и Electra 225 соответственно. Одновременно обновились две других полноразмерных модели Бьюика, Invicta и LeSabre.

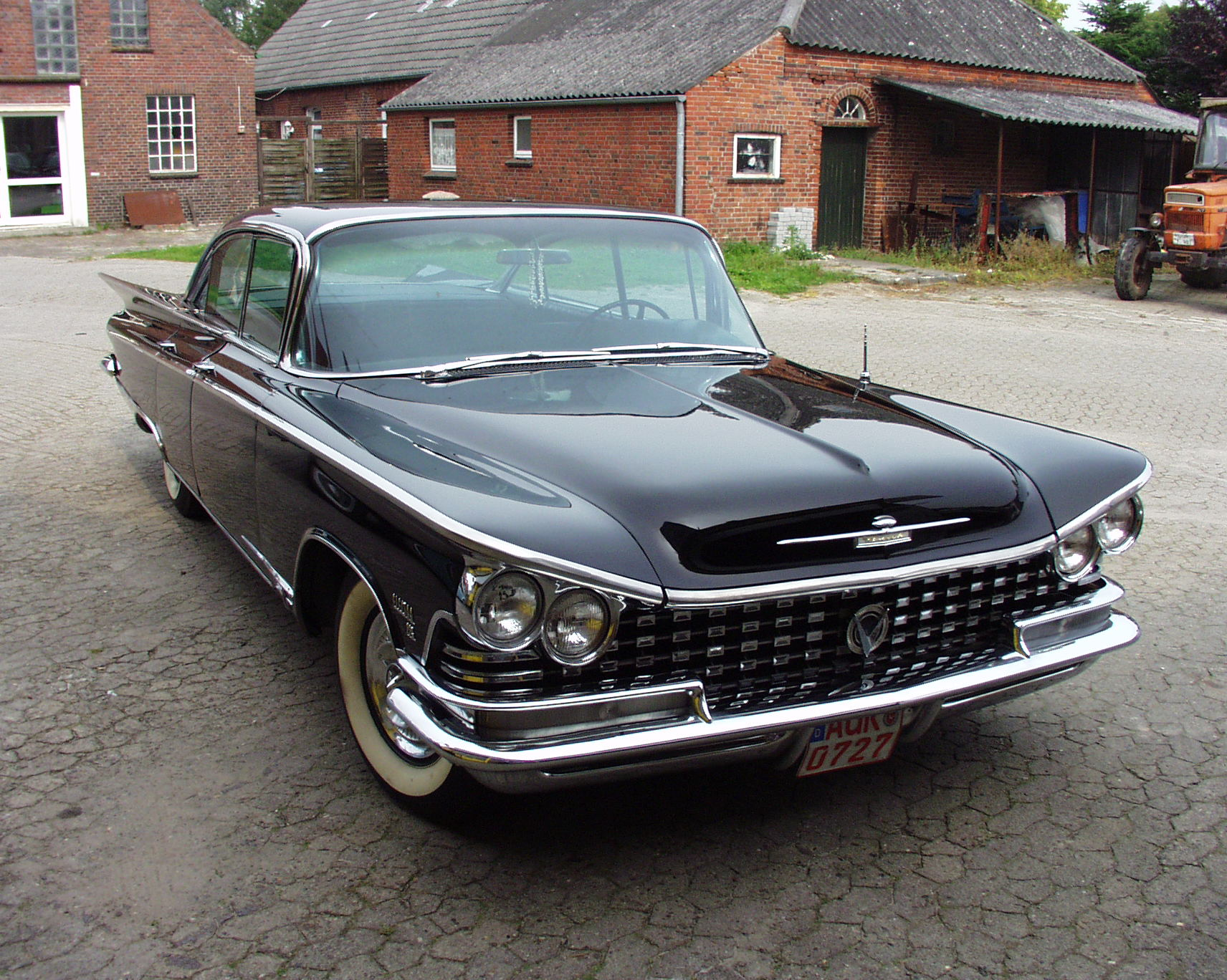
Седан Buick Electra 225 Riviera, 1959

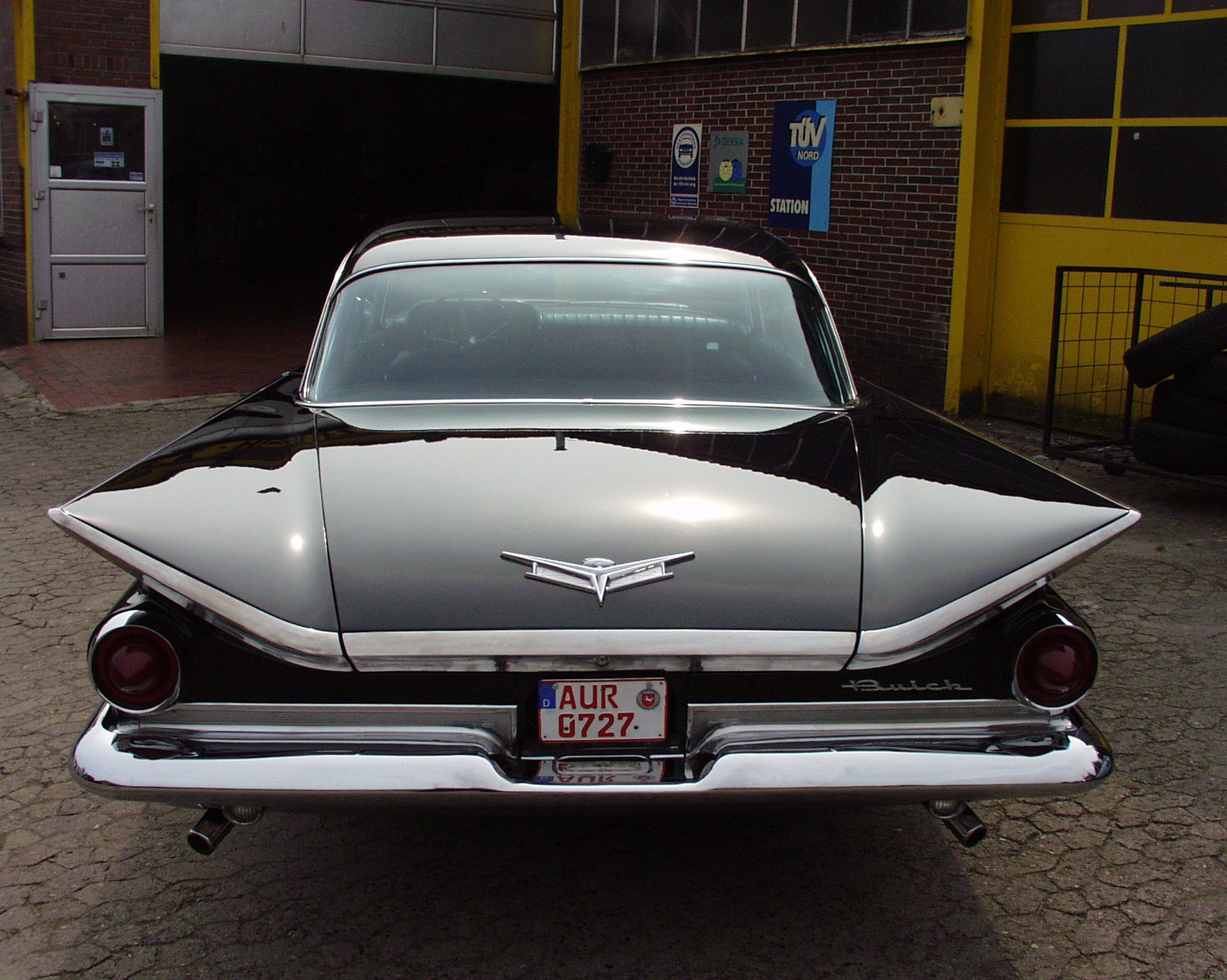
Вид сзади

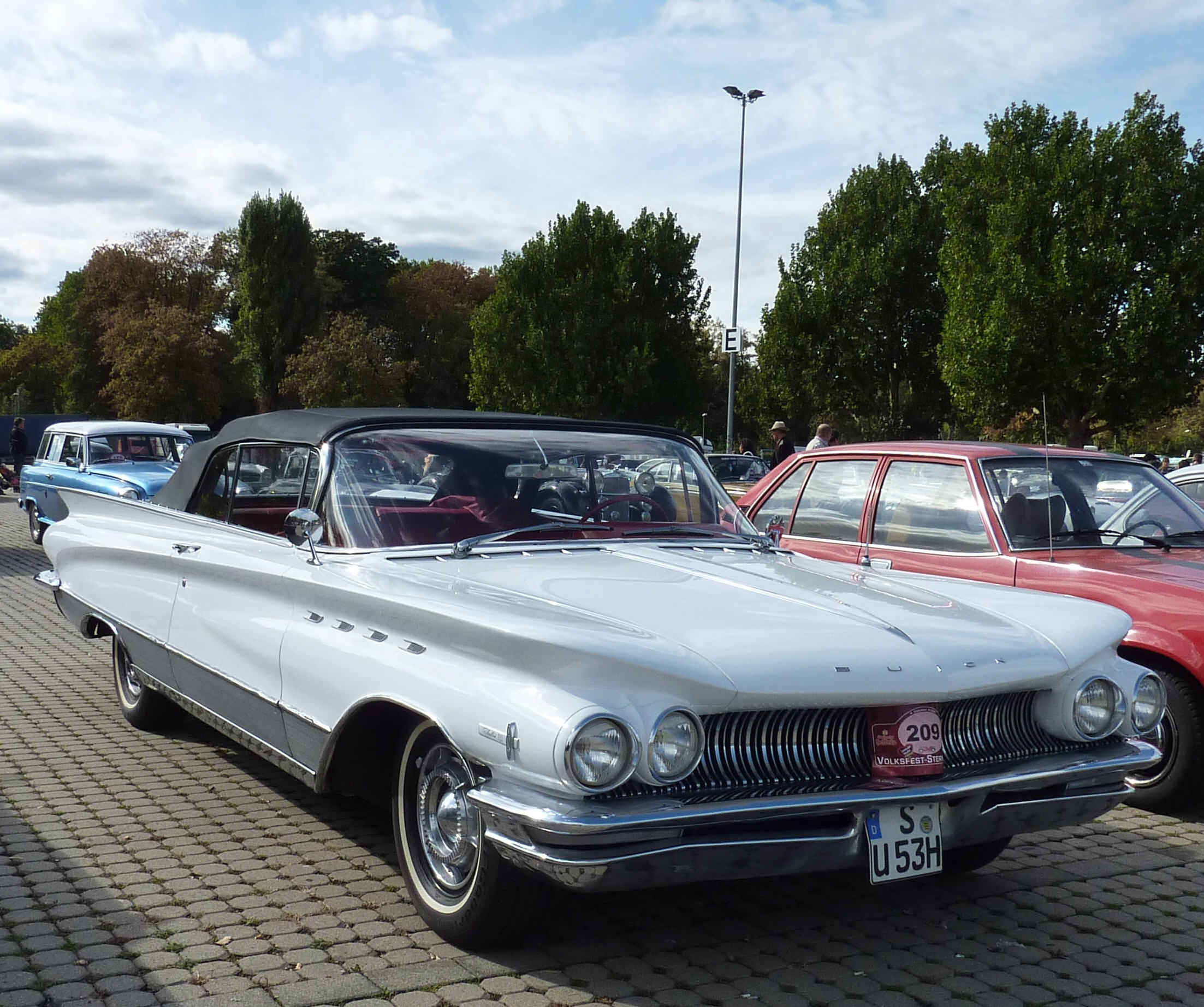
Кабриолет Buick Electra 225, 1960

Шильдик Electra 225 был данью длины кузова последнего автомобиля свыше 225 дюймов (5715 мм), заработав на улицах название «двойка с четвертью» (англ. deuce and a quarter).
Electra 225 Riviera была топовой персональной моделью, в четырёхдверном кузове хардтоп. Бьюик впервые применил название «Ривьера» для двухдверного хардтопа Roadmaster в 1949 модельном году, после чего называл все свои хардтопы именно так. Кроме того, в период с 1950 по 1953 год, Бьюик создал комплектацию с растянутой колёсной базой седана, исключительно в линейках Roadmaster и Super, которая была названа Riviera. Но 1959 год стал первым годом, когда не все хардтопы Бьюика назывались как Ривьера. Также был доступен стандартный четырёхдверный хардтоп и четырёхдверный седан. Двухдверный кабриолет был доступен только как Electra 225, двухдверный хардтоп — как Electra.
1959
В 1959 году Electra и Electra 225 использовали платформу C от General Motors совместно с Oldsmobile 98 и всеми автомобилями Cadillac, с длинной 3200-миллиметровой колёсной базой, по сравнению с платформой B, на которой строились LeSabre и Invicta, с колёсной базой 3100 мм. Стандартным, и единственным доступным двигателем был V-образный 8-цилиндровый Wildcat с четырьмя карбюраторами, степенью сжатия 10,25:1 и мощностью в 325 л. с. (239 кВт) в паре с двух-скоростной автоматической коробкой передач Dynaflow, которая также входила в стандарт наряду с усилителем руля и усилителем тормозов, с использованием уникальных 12-дюймовых (300 мм) оребрённых алюминиевых тормозных барабанов. Электрические стеклоподъёмники и сиденья, кожаный салон входили в стандартную комплектацию кабриолета Electra 225 и были опциями на всех других моделях. Для кабриолета 255 опцией были передние ковшеобразные сиденья. Салон Электры был оббивался тканью, кабриолеты имели натуральный кожаный салон. В стандарте устанавливались горизонтальный спидометр, двухскоростные электрические стеклоочистители, бортовой индикатор пробега, прикуриватель, козырьки, стояночный тормоз, электрические часы, свет в багажнике и перчаточном ящике, усилитель руля, усилитель тормозов и двойной выхлоп.
Электра, наряду со всеми другими Бьюиками 1959 года, получила полностью новый стиль, не используемый одновременно другими отделениями GM, который включал раскосые фары спереди наряду с высокой хромированной квадратной решеткой, несколько похожей на Бьюики 1958 года и «дельта-фин» сзади вместе с круглыми задними фонарями. «Раскосые» фары также имел Lincoln Continental 1958—1960 годов. Внешнее отличие от других Бьюиков заключалось в экстра-широких молдингах, массивной эмблеме Электры на переднем крыле. Шильдики Electra 225 также размещались на передних крыльях. Четырёхдверные модели имели более низкий молдинг на заднем крыле.
1960

В 1960 году Электра претерпела незначительный фейслифтинг, получив горизонтальные фары и вогнутую решетку с новым логотипом «Trishield» по центру, который используется и сегодня. Внутри обновилась приборная панель, появился новый спидометр с регулируемой под водителя линзой для лучшей видимости, новое двухспицевое рулевое колесо. Передние ковшеобразные сиденья стали доступны для обоих кабриолетов.

## 1961—1964
1961

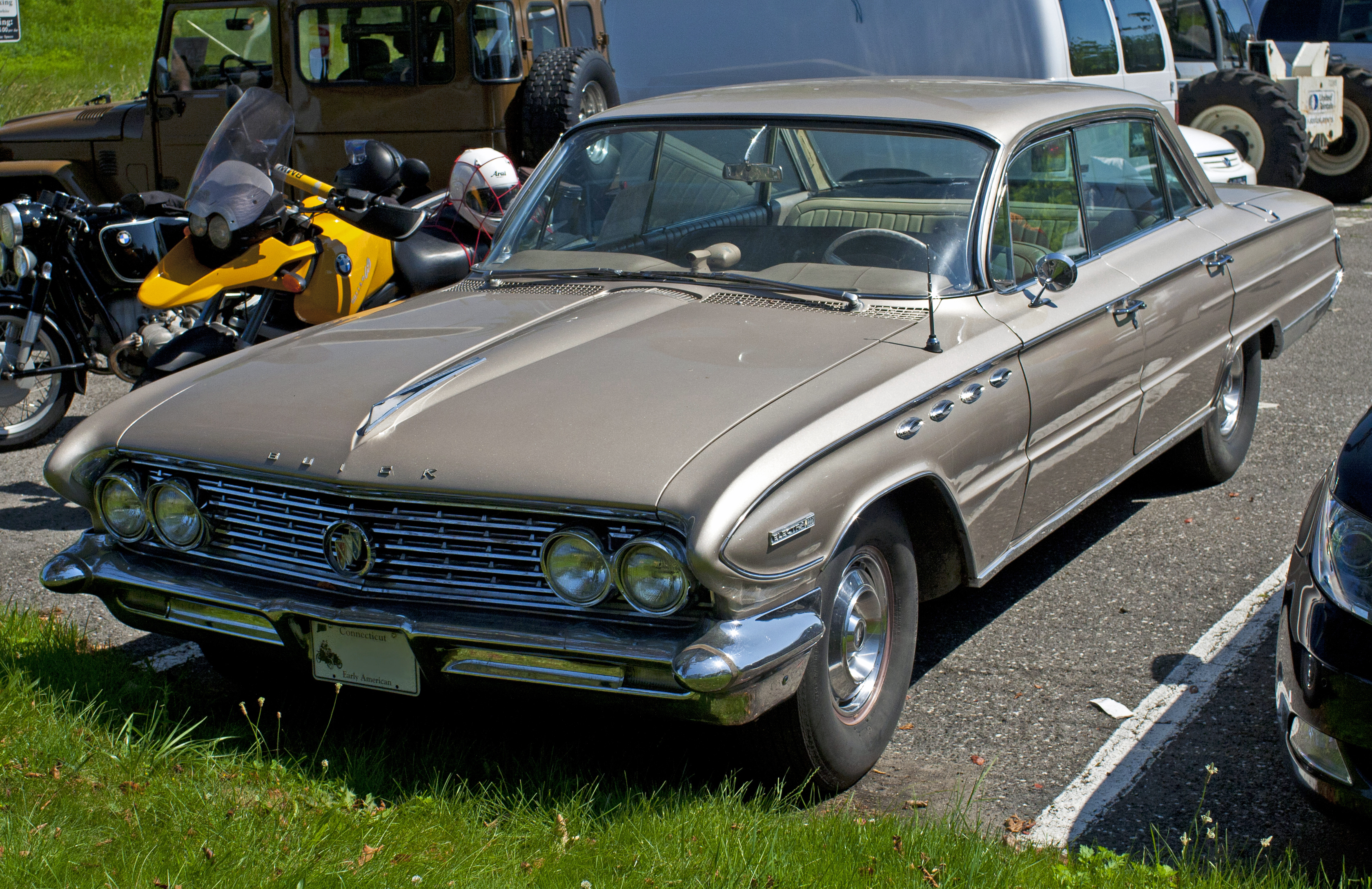
Седан Buick Electra 225, 1961

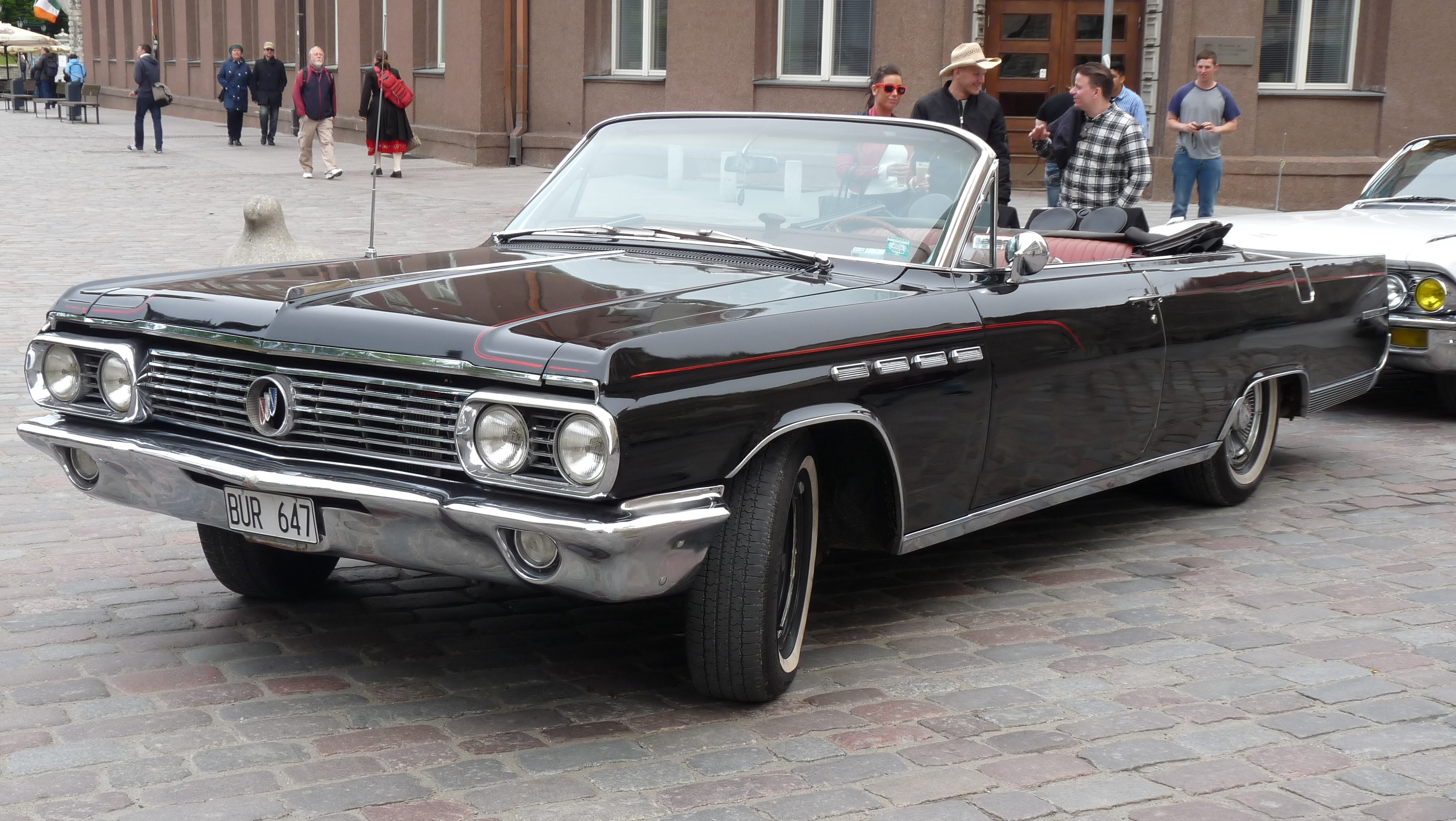
Кабриолет Buick Electra 225, 1963

Электра, наряду с Invicta и LeSabre, была обновлена в 1961 году, получив уменьшенные «плавники», и войдя в новый компактный класс Skylark/Special. Четыре отверстия на переднем крыле, называемые «VentiPorts», стали отличительной чертой этого поколения. Салон имел тканевую обивку. Для 225-й модели также был доступен и кожаный салон. Опционально устанавливались передние ковшеобразные сиденья с электро-регулировками.
Стандартное оборудование включало автоматическую коробку передач, приборную панель «Mirromatic», электрические двухскоростные стеклоочистители и омыватель лобового стекла, индикатор пробега для поездки, прикуриватель, двойные подлокотники, несколько комбинаций обивки, ковровое покрытие, усилитель руля, тормоза с усилителем, освещение перчаточного ящика.
1962

Большой Бьюик 1962 года сохранил четыре «VentiPorts» на переднем крыле. Интерьеры оббивался тканью, на кабриолетах также кожей. В стандартную версию вошли функции: двухскоростной электрический стеклоочиститель, прикуриватель, ножной стояночный тормоз, двойные подлокотники, трансмиссия Turbine-Drive, дополненная приборная панель, обогреватель, освещение перчаточного ящика, усилитель руля, усилитель тормозов, плафоны, электрорегулировка сидений, электрические стеклоподъёмники.